# Пьядина
Пьядина (от итал. piadina [pjaˈdiːna], или piada [ːpjaːda]) — тонкая итальянская лепёшка, обычно готовится в историческом регионе Романья (города: Форли, Чезена, Равенна и Римини). Ингредиенты: белая мука, смалец (или оливковое масло), соль и вода. Пьядину можно есть в качестве хлеба, подавать к основным блюдам. Кроме того, наполненная различными продуктами, лепёшка становится лёгкой закуской или употребляется в качестве уличной еды.
Тесто для пьядины традиционно выпекали на терракотовом блюде (teggia в эмилиано-романьольском языке), в настоящее время используются металлические пластины, плоские сковороды или электрические сковородки. Является основой для наполнения различными начинками, как и пицца. Это могут быть овощи, мясо в виде ветчины, прошутто, колбасы, а также грибы, сыр. Но может наполняться и сладкими начинками: джемом или нутеллой.

## Происхождение
Существует несколько гипотез о происхождении пьядины. Своими корнями она уходит во времена Древнего Рима, когда готовили похожий вид хлеба. Первое письменное свидетельство о рецепте пьядины относится к 1371 году, когда в Descriptio Romandiolae, статистическим отчёте, подготовленном по заказу кардинала Анжелика де Гримоара, описывалось: «Она сделана из пшеничной муки, смоченной в воде и приправленной солью. Также можно смешать с молоком и приправами и небольшим количеством смальца».
Также, некоторые авторы делают акцент на греческом происхождении данной лепёшки.
Древняя форма пьяды — это также лепёшка фокачча, приготовленная из желудёвой муки или другой дешёвой муки, использовавшейся в древние времена в регионе Монтефельтро. Регион Романья находился под сильным влиянием Византии во время Раннего Средневековья, когда Восточная империя отвоевала части западных владений, которые пали перед захватчиками-варварами. В те дни Равенна была столицей экзархата и это объясняет, как греко-византийский рецепт мог войти в местную гастрономию.
Долгое время пьядина была хлебом для самых бедных и выпекалась из продуктов, которые позволяли быстро и надолго утолить голод. В сочетании со стаканом красного вина она помогала крестьянам восстановить силы и продолжить работу.
В Средневековье в Романье оливковое масло стоило дорого и по карману было только богачам, а топлёный свиной жир в деревнях этого региона был значительно более доступен, что и объясняет его присутствие в рецепте.

### Этимология
Этимология слова «пьядина» неясна. По одной версии, оно происходит от pládena или plátena, plathana (средневековая латынь), «плоский», и в свою очередь от греческого πλάθανον Слово piada в XVI веке кардинал, гуманист, филолог и переводчик Пьетро Бембо истолковал как «маленькая тарелка».
Другие считают, что этот термин был заимствован из других языков из-за широкого использования подобных продуктов по всей Восточной Римской империи. Термин «пьяда» был официально утверждён итальянским поэтом и филологом Джованни Пасколи, который адаптировал романьольское слово piê в итальянскую форму.

## Современность
Пьядина обычно продаётся сразу после приготовления в специализированных киосках (так называемых «пьядинериях»), наполненная различными сырами, мясным ассорти и овощами, рецептура может иметь небольшие различия в зависимости от местности. Пьядина была добавлена в список традиционных региональных продуктов питания Италии региона Эмилия-Романья. Зарегистрирована в качестве защищенного географического наименования piadina / piadina Romagnola (Положение 1174 от 24 октября 2014, опубликовано 4 ноября 2014 в Официальном журнале Европейского союза), с установленными характеристиками. Является популярной во всей Италии. Пьядина даже побывала в космосе и была съедена российскими космонавтами Александром Калери и Геннадием Падалкой в рамках эксперимента по внедрению средиземноморской диеты на Международной космической станции.
В Романье есть 2 совершенно разных типа традиционной пьядины: пьядина из Романьи и пьядина из Римини. Пьядина, которая готовится в окрестностях Равенны и Форли, как правило, толще, в то время как те, что подаются в Римини и регионе Марке, тоньше, а диаметр их больше.

### Пьядина из Романьи (Пьядина романьола)
Традиционно, до 1940-х годов, изготавливалась лишь из пшеничной муки, смальца, соли и воды. Толщина составляла 1,5—2 см, а диаметр превышал 40 см. Большие размеры были связаны с тем, что семьи состояли в среднем из десяти человек. Дрожжи не использовались или использовалось небольшое количество материнских дрожжей, как в хлебе. Лепёшки готовили на керамических подносах, изготовленных мастерами из Монтетиффи, полученных путём приготовления из смеси двух разных глин с характерным серо-коричневым цветом. Начиная с 1950-х годов размер и толщина уменьшились до 25—30 см и 0,5—1 см соответственно. В 1960-е с распространением сковород из чугуна, железа или алюминия, которые, обладая большей проводимостью, могли использоваться с газовым пламенем, готовить пьядины стало возможным на любой кухне. Также в состав ингредиентов был введён разрыхлитель, чтобы сделать тесто более мягким, ломким и более консервируемым. Первоначально это была пищевая сода, а затем дрожжи, обычно используемые для десертов (на основе пирофосфата натрия).

### Пьядина Римини
В провинции Римини (и в области провинции Пезаро, где она также широко распространена) пьядина готовится без дрожжей, очень тонкая (2—3 мм) и гибкая, поэтому она легко складывается.
С 2000-х годов пьядина выпускается различными компаниями и реализуется в готовом виде; по качеству, не сопоставимому с оригиналом, она напоминает пьядину из Римини для большей практичности использования.

### Крещоне
Крещоне (Crescione) — «закрытая» пьядина, состоит из двух лепёшек с начинкой посередине. Название происходит от итальянского названия кресс-салата.
Края лепёшек соединяются вручную или вилкой. Традиционная начинка производится из кресс-салата и полевых трав (приправленных чесноком, маслом, солью и перцем, предварительно вареных или сырых и очень мелко нарезанных). Также используется шпинат, мангольд и цикорий, которые смешиваются друг с другом. Другие начинки, не традиционные, но используемые сегодня, особенно в киосках фаст-фуда, это тыква и картофель, фрико (смесь баклажанов, кабачков, лука, перца, помидоров, приготовленных на оливковом масле), моцарелла и помидоры. Крещоне запекается в духовой печи и подаётся горячей.

### Ротоли («рулетиком»)
Тонко раскатанную пьядину покрывают начинкой и сворачивают рулетом (итал. rotoli). В этом случае лепёшка не выпекается до полной готовности, а только слегка поджаривается с обеих сторон.

### PiadinaМадонна дельFuoco
В городе Форли, по случаю праздника Мадонны дель Фуоко, покровителя города, традиционно готовят сладкую праздничную версию пьядины: пьядина делла Мадонна дель Фуоко или хлеб Мадонны дель Фуоко. Традиционными ингредиентами являются: мука, молоко, сахар, масло или оливковое масло первого отжима, пивные дрожжи и, как особенность, семена аниса.